# Zoltán Drenko
Zoltán Drenko (Fülek, 1938. május 2. – Pozsony, 2020. március 30.) szlovák régész.

## Élete
Apja Drenkó József a füleki Kovosmalt gépésztechnikusa, a Füleki Múzeum egyik alapítója és az SzTA Régészeti Intézetének külső munkatársa volt. Anyja Dubravsky Matild volt. Testvére Jozef Drenko pedagógus, történész.
Iskoláit Füleken végezte, majd 1956-ban Losoncon érettségizett. A prágai Károly Egyetemen végzett, történelem szakon, Jan Filip professzor vezetése alatt. Kétéves katonai szolgálata után, 1963-1966 között a jičíni járási múzeumban dolgozott régészként. 1966-tól a pozsonyi Szlovák Nemzeti Múzeum munkatársa volt. 1969-ben Prágában kisdoktori fokozatot szerzett.
Főként keltákkal, középkori régészettel és a török korral foglalkozott, illetve ásatásokat végzett többek között Alsóesztergályon, Gortvakisfaludon, Jányok-Csillagvárban, Nagyőrött, Ragyolcon, Rimaszombat-Szabadkapuszta várában, Szőgyénben, Sztrecsényben és Vöröskőn.

## Művei
- 1961 Expozícia histórie v Slovenskom múzeu. Zbor. SNM – História 1, 93-94.
- 1970 Archeologický výskum tureckého hradu Sobôtka. Zbor. SNM – História 10, 139-174.
- 1971 Archeologický výskum kaštieľa v Strážkach. Zbor. SNM – História 11, 81-94.
- 1971 Nové nálezy zo Sobôtky. Zbor. SNM – História 11, 163-168.
- 1976 Archeologický výskum Levického hradu. Zbor. SNM – História 16, 113-126.
- 1978 Zaniknutá stredoveká dedina pri Radzovciach. AVANS 1977, 74.
- 1980 Zaniknutá stredoveká dedina Kostolné Raďovce. Zbor. SNM – História 20, 67-79.
- 1981 Zaniknutá stredoveká dedina Bizovo. AVANS 1980, 57-59.
- 1981 Štruktúra pohrebísk zo 7. a 8. storočia na Slovensku. Zbor. SNM – História 21, 58-77.
- 1982 Zaniknutá stredoveká dedina Bizovo. AVANS 1981/1, 77-78.
- 1982 Archeologický výskum v Dolných Strhároch. Zbor. SNM – História 22, 105-124.
- 1985 Archeologické nálezy na Strečnianskom hrade. Zbor. SNM – História 25, 145-155.
- 1986 Nôž v hroboch zo 7. až 10. storočia na Slovensku. Zbor. SNM – História 26, 137-143.
- 1987 Ukončenie výskumu stredovekej dediny Bizovo. AVANS 1986, 40.
- 1988 Zlaté a strieborné šperky z Dolných Strhár. Zbor. SNM – História 28, 155-164. (tsz. Štefan Holčík)
- 1994 Zaniknutá stredoveká dedina Bizovo. Zborník Slovenského Národného Múzea 88 – Archeológia 4.
- 1995 Zaniknutá stredoveká veža na hrade Červený Kameň. Zborník Slovenského Národného Múzea 89 – Archeológia 5, 129-136.
- 1997 Archeologický výskum v záhrade bratislavského kláštora uršulíniek. Zborník Slovenského Národného Múzea 91 – Archeológia 7, 103-112.
- 2002 Zaniknutý kostol vo Svodíne. AVANS 2001, 39-40.
- 2003 Zaniknutý kostol vo Svodíne. Zborník Slovenského Národného Múzea 97 – Archeológia 13.
- 2005 Dva zaniknuté kostoly vo Svodíne – archeologický výskum